# Teruko Usui
Teruko Usui (碓井 照子, Usui Taruko), née en 1948 dans la préfecture d'Osaka, est une géographe japonaise, professeure émérite à l'université de Nara. Elle est une pionnière des systèmes d'information géographique au Japon et présidente de l'Association pour les systèmes d'information géographique de 2002 à 2004. Ses travaux sur la cartographie des tremblements de terre et l'enseignement de la géographie sont récompensés en 2019 par le prix de l'Association des géographes japonais.

## Biographie
Teruko Usui naît en 1948 dans la préfecture d'Osaka. En 1973, elle obtient un diplômé de géographie à l'université féminine de Nara. Elle complète sa formation par un séjour à l'Université d'Édimbourg de 1990 à 1991. Elle est professeur invité au centre de recherche sur les sciences de l'information spatiale de l'université de Tokyo. De 2002 à 2004, elle est présidente de l'Association pour les systèmes d'information géographique. Le 1er avril 2013, elle est présidente du Groupe national d'étude des technologies SIG NPO. Depuis le 31 mars 2013, elle est professeure émérite à l'université de Nara.

## Travaux
Teruko Usui est spécialisée dans les systèmes d'information géographique, la géographie des risques, la géomorphologie et l'enseignement de la géographie. Dès 1991, elle utilise les SIG pour des recherches dans le domaine de l'environnement. Puis, elle travaille sur des cartes tactiles pour les aveugles, sur l'usage des SIG en archéologie ainsi que pour l'analyse des données spatiales et temporelles. Elle effectue plusieurs campagnes de topographie dans les plaines alluviales du Japon et de l'Asie.
En 1996, elle utilise les SIG dans le cadre de la cartographie des dommages et des reconstructions du séisme de Kobé, alors plus important désastre sismique d'après-guerre,. Ses travaux sur la prévention des risques seront récompensés par le prix de l'Association des géographes japonais en 2019.
Elle rédige plusieurs ouvrages de référence, aussi bien sur l'étude de la géographie au lycée que sur les SIG.

## Hommages et distinctions
Teruko Usui est membre de la Société de géographie du Japon, de la Société de géographie humaine et de l'Association pour les systèmes d'information géographique.
Elle reçoit le prix de l'Association des géographes japonais en 2019.

## Œuvres
- Teruko Usui et 照子 碓井, Chiri sogo de hajimaru chiri kyoiku : Jizoku kano na shakaizukuri o mezashite., Kokonshoin,‎ juillet 2018 (ISBN 978-4-7722-5317-8 et 4-7722-5317-3, OCLC 1050220708, lire en ligne)

- Kenji Ōmasa, Tadafumi Ajiri, Naomi Kitakawa et 謙次 大政, Jizoku kanō na shakai eno michi : kankyō kagaku kara mezasu gōru,‎ octobre 2020 (ISBN 978-4-9909972-3-6 et 4-9909972-3-9, OCLC 1224957481, lire en ligne)

- David J. Maguire, Michael F. Goodchild, David Rhind et Noboru Ogata, GIS genten. 1, 古今書院,‎ 1998 (ISBN 4-7722-4008-X et 978-4-7722-4008-6, OCLC 675103701, lire en ligne)

- Hitoshi Furuta, Shigenori Tanaka, Hitoshi Furuta et 古田均., Kensetsu kyarusu īshī ni muketa denshi kokudo no dōkō o saguru : kyado shījī jīaiesu jīpīesu no tōgō, Sankaidō,‎ 2001 (ISBN 4-381-01433-2 et 978-4-381-01433-7, OCLC 166585732, lire en ligne)

- Gis-based studies in the humanities and social sciences., CRC Press, 2019 (ISBN 0-367-39195-3 et 978-0-367-39195-9, OCLC 1105938481, lire en ligne)